# 56 Andromedae
56 Andromedae este o stea din constelația Andromeda.